# Novi Han, Sofia
Novi Han (în bulgară Нови Хан) este un sat în comuna Elin Pelin, regiunea Sofia,  Bulgaria. 

## Demografie
Componența etnică a satului Novi Han
     Bulgari (82,75%)
     Nicio identificare (16,4%)
     Altele (0,83%)
La recensământul din 2011, populația satului Novi Han era de 2.511 locuitori. Din punct de vedere etnic, majoritatea locuitorilor (82,75%) erau bulgari. Pentru 16,4% din locuitori nu este cunoscută apartenența etnică.